# Le Crestois
Le Crestois est un journal hebdomadaire local de la vallée de la Drôme, imprimé à Crest par l'entreprise éditrice jusqu'en juin 2023.

## Historique
Il est publié depuis 1900, à l'initiative de Joseph "Salem" Bruyère, pour des raisons idéologiques. Durant cinq générations, il a appartenu sans discontinuer à la même famille, même si la transmission se faisant par les branches féminines, les patronymes ont pu changer. Le dernier membre de la famille à l'avoir dirigé est Jean-Baptiste Bourde, jusqu'en juin 2023. Claude Bourde, décédé en novembre 2009, a notablement contribué à sauver un titre qui, lorsqu'il l'a repris en 1971, était menacé de disparition. Le journal, au-delà de sa fonction naturelle de miroir de l'actualité, a par son implication dans la vie locale réussi à se maintenir et à prospérer. La personnalité et les préférences assez nettement affirmées[précision nécessaire] de l'hebdomadaire sous l'influence de Claude Bourde lui ont valu une fidélité particulière de son lectorat. Les tribunes parfois virulentes où s'expriment de simples citoyens sont fréquentes. En septembre 2015, le journal fête son 6000e numéro.
Au printemps 2020, une panne de la presse offset et des difficultés pour obtenir les pièces permettant de la réparer convainc la société d'utiliser son site vitrine pour proposer l'hebdomadaire en version numérique, gratuitement dans un premier temps.
En juin 2023, alors que l'hebdomadaire centenaire risque de s'éteindre, depuis le placement de l'imprimerie en redressement judiciaire en mars 2023, une partie des salariés obtient du tribunal de commerce de Romans-sur-Isère la possibilité de reprendre la gérance du titre sous forme de société coopérative de production à responsabilité limitée à capital variable. Ce sauvetage du titre est également permis par les investissements des quatre repreneurs et du Fonds pour une presse libre (FPL), cumulés aux dons, aides, prêts, ainsi qu'à un emprunt solidaire.
Le 15 novembre 2023 à Lyon, lors de la 14e édition des Trophées de l'ESS, Mag2Lyon décerne le trophée Démocratie à l'hebdomadaire. Il est remis en mains propres à la gérante, Laure-Meriem Rouvier, par le Président de l’Union régionale des Scop et Scic Auvergne Rhône-Alpes, Cyril Zorman.
Le 15 octobre 2024, l'assemblée générale ordinaire, réunie extraordinairement, acte le changement de gérance : Clément Chassot remplace Laure-Meriem Rouvier pour cause de démission. L'annonce légale est publiée dix jours plus tard dans le Journal du Diois et de la Drôme numéro 26226.

## Publication
Sa parution est le vendredi. Le titre appartient à la SCOP Le Crestois dont la gérance est assurée par Laure-Meriem Rouvier, également directrice de publication. Le rédacteur en chef est Clément Chassot.
Le siège du journal se situe à Crest, dans la Drôme. Le journal possédait en outre une importante imprimerie qui a fortement contribué à l'équilibre de l'entreprise pendant plusieurs années. De ce fait la publication, d'une surface modeste (3000 exemplaires vendus environ), a eu l'effectif relativement important d'une vingtaine de salariés durant cette période. Dès 2012, Le Crestois publie des livres de sa propre initiative, ainsi La Mémoire du Crestois en images. Par ailleurs, son imprimerie réalise des livres pour le compte de clients. La chute de l'activité de l'imprimerie a conduit à la liquidation de celle-ci et à la reprise de l'édition de l'hebdomadaire, sous forme coopérative, par quelques salariés en juin 2023. Désormais, le journal est imprimé à Vitrolles par la presse rotative de la Société Marseillaise de Presse, dont la forme juridique est également une SCOP.